# .biz
.biz je internetová generická doména nejvyššího řádu pro využití obchodními společnostmi, takže například osobní stránky se v ní nedoporučuje zakládat.
Registrace je možná pouze přes akreditované registrátory. Není možné používat znaky národních abeced (tzv. IDN).